# 丹尼爾·洛維
丹尼爾·洛維（英語：Daniel Rowe；1995年10月24日—）是一位英格蘭足球運動員。在場上的位置是後衛。他現在效力於英格蘭足球冠軍聯賽球隊羅瑟漢姆足球俱樂部。